# Donaustauf
Donaustauf település Németországban, azon belül Bajorországban. Lakosainak száma 4589 fő (2023. december 31.).

## Népesség
A település népessége az elmúlt években az alábbi módon változott:
| Lakosok száma | 1059 | 2204 | 2535 | 3288 | 3840 | 3933 | 4111 | 4167 | 4241 | 4589 |
|               | 1875 | 1950 | 1975 | 1987 | 2012 | 2014 | 2016 | 2017 | 2021 | 2023 |